# ディズニー・オン・アイス
ディズニー・オン・アイス（英: Disney on Ice）は、ウォルト・ディズニー・カンパニーの公認のもとアメリカのフェルド・エンターテインメントが製作するディズニーキャラクター出演の巡業アイスショーである。1981年に『Walt Disney’s World on Ice』として初開催され、1990年代末に現在の名称に改められた。世界各国で人気を博し、これまでに全世界75か国以上で公演が行われている。日本では1986年に初上陸し、以来夏から秋にかけて毎年各地で開催されており（2020年・2021年を除く）、2020年代までに通算公演回数が6,000回を超えている。

## 概要
ディズニー・オン・アイスはミッキーマウスやプリンセスなどディズニーの人気キャラクターが多数登場し、映画の音楽やストーリーに合わせてフィギュアスケーターが氷上で演技を繰り広げる氷の上のミュージカルショーである。プロデュースはアメリカのフェルド・エンターテインメントが担当し、ディズニー作品のキャラクター表現や音楽使用についてディズニーから公式に許諾を受けている。ショーは基本的にミッキーマウスとミニーマウスによって進行し、世界トップクラスのスケーターたちによるスピンやジャンプ、アクロバットを交えた華麗なパフォーマンスと、映画さながらの照明・特殊効果・衣装演出によってディズニーの夢の世界を再現する。
1981年7月にアメリカで第1回公演が行われて以来、40年以上の歴史を重ねている。当初は「Walt Disney’s World on Ice」のタイトルで開始され、1998年から1999年にかけてショー名称が現在の「ディズニー・オン・アイス」に統一された。1990年代には国際展開も積極的に行われ、1987年の日本公演「ハッピーバースデー・ドナルド」が国際ツアーの嚆矢となった。その後、欧州やアジア、中南米など世界各地へ巡業範囲を広げ、2000年代には年間を通じて常時10種類前後の異なるテーマのショーが世界各国で同時に上演される体制が確立したと言われる。こうしたグローバル展開により、ディズニー・オン・アイスは毎年延べ数百万人規模の観客を動員する世界有数のライブエンターテインメントとなっている。 日本での初開催は1986年で、読売中京FSホールディングスの連結子会社である中京テレビ放送の招聘により実現した。以来、日本公演は毎年行われる夏の恒例イベントとなり、原則として7月から9月にかけて全国各地のアリーナ会場を巡業している。各開催地では地元のテレビ局などが主催団体に名を連ね、地域と連携したイベント運営が行われる。公演内容は年度ごとに変更され、その時々の最新ディズニー映画や人気キャラクターを取り入れたストーリー作品と、複数作品を組み合わせたオムニバス形式の作品が交互に上演されてきた。例えば日本公演では、1990年代に映画『美女と野獣』や『アラジン』をテーマにしたショーが登場し、2000年代には『トイ・ストーリー』や『モンスターズ・インク』などピクサー作品が取り入れられた。一方、『プリンセス・クラシックス』（2004年日本公演）や『オールスターカーニバル』（2011年）といった歴代作品の名場面を集めたスペシャル公演も人気を博した。
なお、日本では長年にわたる人気に支えられ公演回数が累積し、2022年時点で通算6,000公演を突破したとされる。しかし新型コロナウイルス感染症流行の影響により2020年と2021年の公演は全て中止となり、日本ツアーは1986年以来初の長期中断を余儀なくされた。2022年に3年ぶりの公演再開となった「JAPAN TOUR 35th ANNIVERSARY」は日本上陸35周年を記念した特別公演として位置付けられ、大規模な演出で観客を魅了した。以降は2023年公演「100 Years of Wonder」（ディズニー創立100周年記念テーマ）や2024年公演「Find Your Gift」など、新作公演の開催が続いている。

## 日本公演
日本におけるディズニー・オン・アイスは、例年7月上旬から9月下旬にかけて全国数か所で開催される巡回公演の形式をとる。初期の1980年代～1990年代には東京・大阪・名古屋など主要都市中心の開催だったが、2000年代以降は地方都市にも巡業するようになり、現在では毎年8～10都市を巡る全国ツアーとなっている。会場は各地の大型体育館や多目的アリーナが使用され、開催地は年によって異なるものの、首都圏（東京都、さいたま市など）や近畿圏（大阪市、神戸市など）をはじめ、北海道・東北から九州まで幅広くカバーされている。例えば2023年の日本公演では秋田県由利本荘市でのオープニングを皮切りに、東京・名古屋・大阪・横浜・佐賀・神戸・広島・埼玉・三重といった全国10都市でツアー公演が行われた。地方の開催地選定にあたっては各地域のテレビ局との連携が図られ、公演に合わせた地元プロモーションや一部地域限定企画も実施される（後述）。各年の日本公演ごとに設定される演目テーマは、ディズニー映画作品のストーリーをベースにしたものと、複数作品を織り交ぜたオリジナル構成のものがある。以下に、日本公演で上演された主な演目（テーマ）を年順に示す。

### これまでの公演
- 1986年：ハッピー・バースデー・ドナルド - 日本初公演。ドナルドダック生誕50周年記念
- 1987年：スポーツ・グーフィー
- 1988年：白雪姫と七人の小人たちとミッキーマウス
- 1989年：ピノキオとミッキーマウス
- 1990年：ミッキーマウス★スペシャル
- 1991年：ピーターパンとミッキーマウス
- 1992年：ミッキーマウスのタイムマシーン
- 1993年：ミッキーマウスの大冒険
- 1994年：美女と野獣
- 1995年：アラジン
- 1996年：白雪姫
- 1997年：マジカル★ファンタジー
- 1998年：トイ・ストーリー
- 1999年：フォーエバー・ラブ フィーチャリング・ポカホンタス
- 2000年：リトル・マーメイド
- 2001年：センテーニバル - 名称はCenturyとCarnivalの造語
- 2002年：ミッキー＆ミニーのジャングル・アドベンチャー
- 2003年：美女と野獣 スペシャルエディション
- 2004年：プリンセス・クラシックス
- 2005年：モンスターズ・インク - 日本公演20周年記念
- 2006年：ファインディング・ニモ
- 2007年：ディズニー・オールスター・パレード
- 2008年：プリンセス・ドリーム - 海外名“Princess Wishes
- 2009年：ディズニーランド・アドベンチャー
- 2010年：ミッキー＆ミニーのファンタジー・ツアー - 日本公演25周年記念
- 2011年：オールスター・カーニバル[9]
- 2012年：ミッキー・ミニーのプリンセス＆ヒーロー[10]
- 2013年：トレジャー・トローブ[11]
- 2014年：デア・トゥ・ドリーム ～絶対にあきらめないプリンセスたちの物語～[12]
- 2015年：アメイジング・アニバーサリー - 日本公演30周年記念[13]
- 2016年：アナと雪の女王[14]
- 2017年：Everyone’s Story[15]
- 2018年：ミッキーのスペシャルセレブレーション！ - ミッキー生誕90周年記念[16]
- 2019年：LIVE YOUR DREAMS[17][18]
- 2020年：公演中止（新型コロナウイルス感染拡大のため）
- 2021年：公演中止（同上）
- 2022年：JAPAN TOUR 35th ANNIVERSARY - 日本公演35周年記念[19]
- 2023年：100 Years of Wonder - ディズニー100周年記念[20][21]
- 2024年：Find Your Gift[22][23]
- 2025年：Magic in the Stars[24]

### 会場
会場名は命名権により変更される場合があるため、施設の正式名称または愛称を用いる。
2011年（平成23年）3月11日に発生した東北地方太平洋沖地震（東日本大震災）の影響で、被災地である宮城県ではチケットの発売が延期されたが、グランディ・21総合体育館の使用が再開され、同会場で開催された。
| 地方   | 開催地   | 会場                         | 2024      | 2023     | 2022      | 2019      | 2018      | 2017      | 2016      | 2015      | 2014      | 2013       | 2012      | 2011        | 2010      | 2009        | 2008       | 2007      |
| ------ | -------- | ---------------------------- | --------- | -------- | --------- | --------- | --------- | --------- | --------- | --------- | --------- | ---------- | --------- | ----------- | --------- | ----------- | ---------- | --------- |
| 北海道 | 北海道   | 月寒グリーンドーム           | －        | －       | －        | －        | －        | －        | －        | －        | －        | 07/12〜15  | 09/07〜9  | 10/14〜16   | 07/08〜11 | 07/09〜12   | 07/10〜14  | 07/13〜16 |
| 東北   | 秋田県   | 由利本荘アリーナ             | 7/4〜7    | 7/6〜9   | －        | －        | －        | －        | －        | －        | －        | －         | －        | －          | －        | －          | －         | －        |
| 東北   | 宮城県   | グランディ・21総合体育館     | －        | －       | －        | －        | 07/06〜08 | 07/07〜09 | 7/8〜10   | 7/10〜12  | 7/11〜13  | 09/07〜8   | 09/01〜2  | 09/03〜4    | 09/11〜12 | 09/05〜6    | 09/06〜7   | 09/08〜9  |
| 東北   | 宮城県   | ゼビオアリーナ仙台           | －        | －       | －        | 7/4〜7    | －        | －        | －        | －        | －        | －         | －        | －          | －        | －          | －         | －        |
| 関東   | 群馬県   | グリーンドーム前橋           | －        | －       | －        | －        | －        | －        | －        | －        | －        | －         | －        | －          | －        | －          | －         | 10/26〜28 |
| 関東   | 群馬県   | 高崎アリーナ                 | －        | －       | －        | 9/6〜8    | －        | －        | －        | －        | －        | －         | －        | －          | －        | －          | －         | －        |
| 関東   | 千葉県   | 幕張メッセ                   | －        | －       | 9/23〜25  | 7/12〜16  | －        | 7/15〜19  | －        | －        | －        | －         | －        | －          | －        | －          | －         | －        |
| 関東   | 千葉県   | LaLa arena TOKYO-BAY         | 9/21〜23  | －       | －        | －        | －        | －        | －        | －        | －        | －         | －        | －          | －        | －          | －         | －        |
| 関東   | 埼玉県   | さいたまスーパーアリーナ     | 9/14〜16  | 9/16〜18 | 9/17〜19  | 9/14〜16  | 9/15〜17  | 9/16〜18  | 9/17〜19  | 9/19〜21  | 9/13〜15  | 09/14〜16  | 09/15〜17 | 09/17〜19   | 09/18〜20 | 09/19〜21   | 09/13〜15  | 09/15〜17 |
| 関東   | 東京都   | 国立代々木競技場第一体育館   | －        | －       | 7/15〜18  | －        | －        | －        | 7/16〜20  | 7/18〜22  | 7/19〜23  | 07/20〜24  | 07/14〜18 | 07/16〜20   | 07/17〜20 | 07/18〜22   | 07/19〜23  | －        |
| 関東   | 東京都   | 東京体育館                   | －        | －       | －        | －        | －        | －        | －        | －        | －        | －         | －        | －          | －        | －          | 08/29〜9/2 | －        |
| 関東   | 東京都   | 武蔵野の森総合スポーツプラザ | －        | －       | －        | －        | 7/13〜16  | －        | －        | －        | －        | －         | －        | －          | －        | －          | －         | －        |
| 関東   | 東京都   | 有明アリーナ                 | 7/12〜15  | 7/14〜17 | －        | －        | －        | －        | －        | －        | －        | －         | －        | －          | －        | －          | －         | －        |
| 関東   | 神奈川県 | 横浜アリーナ                 | 8/1〜5    | 8/17〜21 | 8/18〜22  | 8/15〜19  | 8/16〜20  | 8/17〜21  | 8/18〜22  | 8/20〜24  | 8/21〜25  | 08/22〜26  | 08/16〜20 | 08/18〜22   | 08/19〜23 | 08/20〜24   | 08/21〜25  | 08/22〜26 |
| 甲信越 | 山梨県   | アイメッセ山梨               | －        | －       | －        | －        | －        | －        | －        | －        | －        | －         | －        | －          | －        | 10/31〜11/3 | －         | 11/01〜4  |
| 甲信越 | 長野県   | 松本市総合体育館             | －        | －       | －        | －        | －        | －        | －        | 9/11〜13  | －        | －         | －        | －          | －        | 11/07〜9    | －         | －        |
| 甲信越 | 新潟県   | 新潟市産業振興センター       | －        | －       | －        | －        | －        | －        | －        | －        | －        | 10/05〜6   | －        | 09/09〜11   | －        | 09/11〜13   | 10/24〜26  | 10/19〜21 |
| 甲信越 | 新潟県   | 朱鷺メッセ                   | －        | －       | －        | －        | －        | －        | －        | －        | －        | －         | 09/22〜23 | －          | －        | －          | －         | －        |
| 北陸   | 富山県   | 富山市総合体育館             | －        | －       | －        | －        | －        | －        | －        | －        | －        | 10/12〜14  | －        | －          | －        | －          | －         | －        |
| 北陸   | 福井県   | サンドーム福井               | －        | －       | －        | －        | －        | 9/8〜10   | －        | －        | －        | －         | 10/12〜14 | －          | －        | －          | －         | －        |
| 東海   | 静岡県   | エコパアリーナ               | －        | －       | －        | －        | －        | 9/2〜3    | －        | －        | －        | 10/19〜20  | 10/20〜21 | －          | 10/23〜24 | 10/24〜25   | 09/26〜28  | 11/09〜11 |
| 東海   | 静岡県   | ツインメッセ静岡             | －        | －       | －        | －        | －        | －        | 9/9〜11   | 9/04〜6   | 9/20〜23  | －         | －        | 09/23〜25   | －        | －          | －         | －        |
| 東海   | 愛知県   | 名古屋市総合体育館           | －        | 7/21〜31 | 7/21〜8/1 | －        | 7/21〜29  | 7/21〜31  | 7/23〜8/2 | 7/25〜8/3 | 7/26〜8/4 | 07/27〜8/5 | 07/21〜29 | 07/23〜8/1  | －        | 07/25〜8/3  | 07/26〜8/4 | 07/21〜30 |
| 東海   | 愛知県   | 愛知県体育館                 | －        | －       | －        | 8/2〜12   | －        | －        | －        | －        | －        | －         | －        | －          | －        | －          | －         | －        |
| 東海   | 愛知県   | 岡崎中央総合公園総合体育館   | －        | －       | －        | －        | －        | －        | －        | －        | －        | －         | －        | －          | 10/01〜3  | －          | －         | －        |
| 東海   | 愛知県   | スカイホール豊田             | 7/19〜23  | －       | －        | －        | －        | －        | －        | －        | －        | －         | －        | －          | －        | －          | －         | －        |
| 東海   | 愛知県   | 愛知県国際展示場             | 7/26〜28  | －       | －        | －        | －        | －        | －        | －        | －        | －         | －        | －          | －        | －          | －         | －        |
| 東海   | 三重県   | 津市産業・スポーツセンター   | －        | 9/22〜24 | －        | －        | 9/07〜9   | －        | －        | －        | －        | －         | －        | －          | －        | －          | －         | －        |
| 近畿   | 大阪府   | 大阪城ホール                 | 8/10〜18  | 8/5〜13  | 8/6〜14   | 7/20〜28  | 8/4〜16   | 7/6〜14   | 8/6〜14   | 8/08〜16  | 8/09〜17  | 08/10〜18  | 08/03〜12 | 08/05〜14   | 08/06〜15 | 08/07〜16   | 08/08〜17  | 08/10〜19 |
| 近畿   | 兵庫県   | ワールド記念ホール           | 8/30〜9/1 | 9/1〜3   | －        | －        | －        | －        | －        | －        | －        | －         | －        | －          | －        | －          | －         | －        |
| 中国   | 広島県   | 広島グリーンアリーナ         | 9/6〜8    | 9/8〜10  | －        | 9/21〜23  | 8/31〜9/3 | 9/24〜27  | 9/2〜5    | 9/25〜28  | 9/05〜7   | 09/21〜23  | 09/28〜30 | 09/30〜10/2 | 10/15〜17 | 10/02〜4    | 09/20〜23  | 09/21〜24 |
| 四国   | 香川県   | サンメッセ香川               | －        | －       | －        | －        | 9/20〜24  | －        | －        | －        | －        | 09/26〜29  | －        | －          | －        | －          | 10/03〜6   | 09/27〜30 |
| 四国   | 愛媛県   | 愛媛県武道館                 | －        | －       | －        | －        | －        | －        | 9/22〜26  | －        | －        | －         | －        | －          | －        | 09/24〜28   | －         | －        |
| 四国   | 高知県   | 春野総合運動公園体育館       | －        | －       | －        | －        | －        | －        | －        | －        | －        | －         | －        | －          | －        | －          | 10/09〜13  | －        |
| 九州   | 福岡県   | マリンメッセ福岡             | 8/23〜25  | －       | －        | 8/23〜25  | －        | 8/25〜27  | 8/26〜28  | 8/28〜30  | 8/29〜31  | 08/30〜9/1 | 08/24〜26 | 08/26〜29   | 08/27〜29 | 08/27〜30   | 08/28〜31  | 08/03〜6  |
| 九州   | 佐賀県   | SAGAアリーナ                 | －        | 8/25〜27 | －        | －        | －        | －        | －        | －        | －        | －         | －        | －          | －        | －          | －         | －        |
| 九州   | 熊本県   | アクアドームくまもと         | －        | －       | －        | －        | －        | －        | －        | －        | －        | －         | 10/05〜8  | 10/08〜10   | 10/09〜11 | 10/10〜12   | 10/17〜19  | 10/12〜14 |
| 九州   | 鹿児島県 | 鹿児島アリーナ               | －        | －       | －        | 8/30〜9/1 | －        | －        | －        | －        | 9/26〜28  | －         | －        | －          | －        | 10/16〜19   | －         | 10/06〜9  |

## 海外公演
初期の代表作には『ミッキーのマジカルアドベンチャー』『不思議の国のアリス・オン・アイス』などがあり、1990年代にはディズニーアニメの歴代名作を祝う記念公演シリーズ（“75 Years of Disney Magic” など）が企画された。2000年代以降、同ショーはディズニー/ピクサー作品やテレビシリーズまで題材を拡大し、『Disney’s High School Musical: The Ice Tour』（2007年、テレビ映画『ハイスクール・ミュージカル』のアイスショー）や、『Disney/Pixar’s Toy Story 3』（2011年、『トイ・ストーリー3』）など映画公開と連動した作品も登場した。また近年は『Disney on Ice presents Frozen』（2014年初演、『アナと雪の女王』）や『Disney on Ice presents Dare to Dream』（2011年初演、歴代プリンセス作品集）など、映画タイトルを冠した作品とオリジナル構成作品の双方が毎年新作として投入されている。2020年代に入ると、ディズニー映画『ライオン・キング』を単独テーマに据えたアイスショー（2025年予定）など、新たな試みも計画されている。長年にわたり世界で上演された演目の数は50を超えるとされ、現在も定番作品から最新作まで複数のショーが並行して世界各地を巡演している。

## プロモーション
日本公演では毎年、公演開催に先立ち主催テレビ局や関連企業による大規模なプロモーション展開が行われる。各地のテレビ放送を活用した宣伝が特徴で、開催地域の系列局にて事前特番やCMが放映されることも多い。例えば2023年には、中京テレビ・秋田放送・広島テレビ・サガテレビ・読売テレビの各局で公演直前の特別番組『氷の上のWONDERな魔法をアナタに』が編成され、ゲストに地元出身スケーターやタレントを迎えてショーの見どころ紹介が行われた。また、チケット販売促進のための地域イベントや企業コラボも積極的に展開されている。2019年にはプロ野球・千葉ロッテマリーンズ主催試合で「ディズニー・オン・アイス スペシャルデー」が開催され、スペシャルサポーターの中川翔子が始球式を務めミッキーマウスもサプライズ登場するなど、スポーツイベントと連動したPRが実施された。 さらに、公演開始前には都内で記者発表会が開かれ、その年のテーマ発表や出演スケーターのデモンストレーションが披露される。発表会には後述のスペシャルサポーターも登壇し、メディア向けに意気込みや見どころを語るのが恒例である。

## スペシャルサポーター
スペシャルサポーターとは、日本公演の公式PRアンバサダーとして主催側により任命される広報キャラクター（親善大使）的な存在である。2000年以降ほぼ毎年起用されているもので、その年の公演テーマにちなむ芸能人や著名人が選ばれる。スペシャルサポーターは公演CMやポスターへの登場、記者会見や各種イベントでのPR活動、テレビ番組出演などを通じて公演の魅力を広く発信する役割を担う。ディズニー作品やフィギュアスケートに造詣が深い人物が起用される傾向があり、歴代にはタレント、お笑い芸人、歌手、スポーツ選手まで多彩な顔ぶれがそろう。
初期の例として、2000年公演『リトル・マーメイド』ではタレントの小堺一機と茂森あゆみが起用され、2004年『プリンセス・クラシックス』では女優の柴田理恵・山川恵里佳・小倉優子らが担当した。2011年『オールスターカーニバル』にはプロフィギュアスケーターの浅田舞・浅田真央姉妹が抜擢され、大会経験者ならではの視点でショーの魅力を語ったことも話題となった。また2014年『デア・トゥ・ドリーム』ではディズニー好きを公言するタレントのいとうあさこや中川翔子が務め、会場での前座トークやSNS発信で盛り上げに貢献した。中川翔子は2019年『Live Your Dreams』公演でもスペシャルサポーターを務め、開幕直前のプロ野球始球式に登場して公演PRを行うなど精力的に活動している。
近年のスペシャルサポーターとしては、2022年の35周年ツアーこそ設定されなかったが、2023年以降に再び起用が見られる。2024年公演「Find Your Gift」では女優の大友花恋が就任し、「大好きなディズニー・オン・アイスの魅力を日本中に伝えたい」とコメントしてPRに努めた。続く2025年公演「Magic in the Stars」にはアイドルグループ・Snow Manの宮舘涼太が選ばれ、「夢と魔法あふれる氷上のステージを精一杯届けたい」と意気込みを語っている。
以下に、日本公演のスペシャルサポーターを年順に示す。
- 2000年：小堺一機、茂森あゆみ
- 2001年：保坂尚輝、高岡早紀
- 2002年：小橋賢児
- 2003年：石塚英彦
- 2004年：柴田理恵、山川恵里佳、小倉優子
- 2005年：久本雅美、柴田理恵、山川恵里佳、つのだりょうこ
- 2006年：坂下千里子、須賀健太
- 2007年：内山理名
- 2008年：国仲涼子[41][42]
- 2009年：平山あや[43]
- 2010年：上原多香子[44]
- 2011年：浅田舞、浅田真央
- 2012年：タッキー&翼[45]
- 2013年：佐々木健介&北斗晶ファミリー[46]
- 2014年：いとうあさこ、中川翔子[35]
- 2015年：関根麻里、織田信成[47]
- 2016年：浅田舞、May J.[48]
- 2019年：中川翔子[36][37]
- 2024年：大友花恋[38][39]
- 2025年：宮舘涼太（Snow Man）[49][50]